# Культура и жизнь
«Культура и жизнь» — центральная советская газета, орган Управления пропаганды ЦК ВКП(б). Издавалась с 28 июня 1946 до 8 марта 1951 года.

## История
Решение об учреждении газеты Агитпропа ЦК вошло отдельным, 9-м пунктом в пространное постановление Политбюро ЦК ВКП(б) о функциях Оргбюро и Секретариата ЦК ВКП(б) за 13 апреля 1946 г.
16 мая 1946 г. Г. Ф. Александров направил секретарям ЦК ВКП(б) А. А. Жданову, А. А. Кузнецову, Н. С. Патоличеву, Г. М. Попову следующий проект постановления ЦК ВКП(б) о новой газете:

«О газете Управления пропаганды и агитации ЦК ВКП(б).
1. Для повышения уровня руководства со стороны Управления пропаганды ЦК ВКП(б) политической, идеологической и культурной работой в стране начать с 17-го мая 1946 г. издание газеты Управления пропаганды и агитации „Культура и жизнь“.
Установить периодичность газеты — 3 номера в месяц, тираж — 100 тыс. экз.
Основной задачей газеты должна являться критика недостатков в различных областях идеологической работы: критические разборы газет, журналов, кинофильмов, театральных постановок, литературных произведений, общественно-политической литературы, радиовещания и т. д. Газета должна систематически разъяснять задачи, выдвигаемые партией в области идеологической работы, и отражать в своих статьях и материалах решения и указания ЦК ВКП(б) по вопросам идеологии и культуры, пропаганды и печати.
На страницах газеты необходимо систематически публиковать:
— критические статьи о содержании и оформлении центральных и местных газет, а также статьи и материалы о положительном опыте отдельных газет;
— критические обзоры общественно-политических и литературно-художественных журналов;
— рецензии об отдельных произведениях, помещенных в журналах;
— рецензии на кинофильмы и сценарии, критические обзоры отдельных киностудий;
— критические разборы постановок драматических и оперных театров, критические статьи о репертуаре отдельных театров;
— критические обзоры и статьи о программах и содержании радиопередач;
— критические статьи о работе музеев, библиотек и других культурно-просветительных учреждений;
— критические статьи и рецензии о выходящих в свет литературно-художественных и общественно-политических книгах, статьи о работе отдельных издательств, о качестве редактирования книг и их оформления;
— критические статьи и рецензии на научные доклады, лекции и диссертации в области истории, экономики, права, философии и других общественных наук;
— критические статьи и материалы об агитационно-пропагандистской работе республиканских, краевых и областных партийных организаций, об идеологическом вооружении коммунистов и интеллигенции, о руководстве работой печати и издательств со стороны местных парторганизаций.
Привлечь к сотрудничеству в газете лучших журналистов, литературных и театральных критиков, писателей и ученых, способных давать в газете объективную и квалифицированную критику произведений литературы и искусства, журналов и газет.
2. Утвердить редактором газеты Управления пропаганды т. Александрова Г. Ф., заместителями редактора — т.т. Григорьяна В. Г. и Сатюкова П. А.
3. Утвердить редакционную коллегию газеты в составе т.т. Александрова Г. Ф., Федосеева П. Н., Еголина А. М., Иовчука М. Т., Григорьяна В. Г., Сатюкова П. А., Калашникова Г. С., Кузьмина Л. Ф., Маслина Н. Н. и Ковальчик Е. И.
4. Иметь в газете отделы: Центральных газет, Местных газет, Журналов, Художественной литературы и литературной критики, Искусств, Кинематографии, Радиовещания, Пропаганды и агитации, Агитационно-пропагандистской работы на местах, Общественно-политической литературы, Культурно-просветительной работы, Иностранной литературы.
Газету Управления пропаганды печатать в типографии издательства „Правда“»

Первый номер газеты «Культура и жизнь» вышел 28 июня 1946 г. В передовице «Выше уровень идеологической работы!» задача всей идеологической и агитационно-пропагандистской деятельности партийных и государственных органов определялась как формирование коммунистического сознания советских людей. В частности, относительно роли художественной литературы и искусства предостерегающе говорилось: «Безнадежно ошибаются те режиссеры и писатели, которые полагают, что советские люди после войны хотят только отдыха и развлечений, что советских людей могут удовлетворить низкопробные „развлекательные“ пьески современных буржуазных драматургов или произведения, рисующие „роскошную“ жизнь различных вельмож и ханов. Советская литература и искусство должны создать произведения, полные страсти и глубоких мыслей, проникнутые идеями животворного советского патриотизма».
8 марта 1951 г. Политбюро ЦК ВКП(б) приняло постановление «прекратить издание газеты „Культура и жизнь“, передав редакционных работников этой газеты в редакцию газеты „Правда“».

## Главные редакторы
За время существования газеты «Культура и жизнь» ее главными редакторами были Г. Ф. Александров, Д. Т. Шепилов, П. А. Сатюков и В. П. Степанов.